# Schachtanlage Union 103

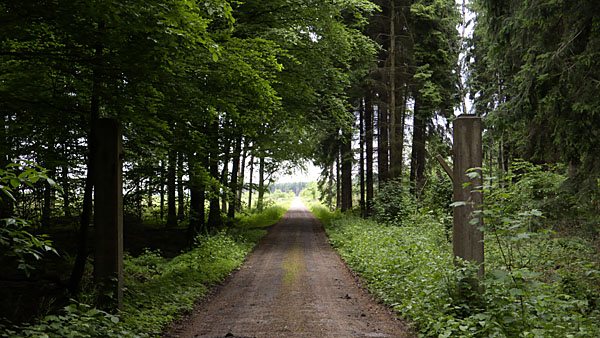
Tor Süd Schachtanlage Union 103

Die Schachtanlage Union 103 war ein Braunkohlenbergwerk bei Bürgewald (ehemals Morschenich) im Kreis Düren. Die Anlage bestand von 1939 bis 1955 und war damals das größte untertägige Braunkohlebergwerk der Welt.

## Geschichte
1939 gründete sich die „Rheinische Braunkohlentiefbaugesellschaft“. Die Flöze schienen für die damalige Tagebautechnik in zu großer Teufe, so dass ein Abbau im Tagebau als unwirtschaftlich angesehen wurde. Deshalb wurde das Grubenfeld mit einer Schachtanlage ausgerichtet, um die Kohle im Großversuch untertägig abzubauen. Geplant war eine Tagesförderung von etwa 10.000 Tonnen Braunkohle, die allerdings mit durchschnittlich 200 Tonnen pro Tag nie erreicht wurde.
Der Betriebsplan wurde am 15. September 1941 genehmigt. Eine Unterbrechung durch den Zweiten Weltkrieg erfolgte erst 1943. Das Schachtabteufen begann 1948. Schacht 1 wurde 1950 und Schacht 2 1953 fertiggestellt. In zwei Schächten, die bis auf 330 Meter abgeteuft wurden, rückten durch ein elf Kilometer langes Streckennetz rund 200 Bergleute dem 70 Meter dicken Braunkohleflöz zu Leibe. Dazu gab es unter Tage eine Grubenbahn.
Vor allem die geologischen Verhältnisse ließen einen wirtschaftlichen Abbau nicht zu, so dass der Versuch nach wenigen Jahren beendet wurde. Nach einem Wassereinbruch wurde die Grube im April 1955 stillgelegt. Die Schächte wurden 1960 geflutet und anschließend durch Betonplatten versiegelt. 1969 wurden die Gebäude abgerissen und die Keller verfüllt.
Im Bereich der Schachtanlagen befanden sich 2007 noch etwa 23.000 Tonnen Beton, 915 Tonnen Stahl und 1100 Tonnen Grubenholz in der Erde, die für den Verbau von elf Kilometern Strecke benötigt wurden.

## Abbau der Kohlenvorräte durch den Tagebau Hambach
Seit 2011 werden die dortigen Vorräte in einer Erweiterung des Tagebaus Hambach gefördert. Im Januar 2014 erreichte die 6. Sohle des Tagebaus Hambach die Strecken der Schachtanlage Union und legte diese frei.